# Ян Кола (галицький каштелян)

Варіант гербу Юноша

Ян Ко́ла (також Ян Коло) з Далейова гербу Юноша (?—1438) — шляхтич, військовик, суддя, урядник в Українських землях Королівства Польського.

## Життєпис
Уперше згаданий у джерелах за 1402 р. як свідок у документі каштеляна в Галичі. Підтримував зв'язки з кресовою шляхтою, тісно пов'язаною з табором королів Ягайлонів (Владислава II, його сина Владислава ІІІ Варненчика). Був споріднений, можливо, з Далявськими (з Миколаєм, відомим з документу короля Казімежа III 1352 р.; Миколаєм, який набув у 1409 р. половину села Тростянець).
У 1427 р. у власному селі Далеїв (під Станиславовом) дав кошти, засоби для парафіяльного костелу. Брав участь в обороні південно-східних кордонів Корони від нападів татар, волохів, молдаван. Наблизився до табору прихильників королеви Софії Гольшанської, яка прийняла його до двору, у 1429—1434 р. дала посади надвірного підстолія, потім — стольника. У 1433 р. піймав і доправив до короля Ягайла молдавського господаря Іллю І — шваґра королеви Софії, втікача з Польщі, якого перед цим гостинно прийняли при королівському дворі, обдарували маєтностями, але якого усунув від правління брат Штефан II, який отримав підтримку в Короні.
У 1435—1437 р. був галицьким земським суддею, з посади перейшов на нову — галицький каштелян з 1437 р.
Пізньою весною 1438 року брав участь у важких сутичках з татарами — напад Сід-Ахмета на Поділля; загинув разом з кількома польськими вельможами в битві.

### Сім'я
Одружувався двічі. Ім'я першої дружини невідоме; діти:
- Клеменс (писаввся з Далейова, Библа, Сапоровців),
- Ян «Колюшко» (галицький підстолій),
- кілька дочок 1443 року.

Друга дружина — Ядвіґа з Моравиці (Morawica), дочка Менціни з Ґоворцева, вдова Навоя з Тенчина; внесла чоловікові 340 гривень посагу (віна), записаних на Лапанові (Łapanów), Моравиці, Волі, Костшцю, Ґужі (Горі). Діти:
- Ян «старший» (галицький підкоморій),
- Ян «середній», Ярослав
- Ян «молодший»,
- Катажина — у 1442 р. отримала посаг 400 гривень від матері та братів, у 1444 р. вже була дружиною перемиського каштеляна Добєслава Одровонжа з Спорови.

Катажина в 1448-му р. зреклася оправи на Далеєві, Тумирі та інших маєтностях на користь синів. Всі брати поділили спадок батька в 1443 і 1446 роках.